# Joseph César Michault de Saint Mars
Joseph César Michault de Saint Mars, né le 18 novembre 1778 à Avesnes-le-Sec et mort le 21 septembre 1853 à Lavault-Sainte-Anne, est un maréchal de camp français, secrétaire général de la grande chancellerie de la Légion d'honneur et secrétaire de la commission de l'Arc de triomphe de l'Étoile.

## Biographie
Joseph César Michault de Saint-Mars est né dans le Nord à Avesnes de Cyprien Oudard Michault, sieur de Saint-Mars et de Marie-Cécile Amaniou (fille du médecin Joseph Amaniou). Son père inspecteur général des vivres de la province du Hainaut.
Il est promu colonel du 3e régiment de chasseurs à cheval en juin 1809. Maréchal de Camp le 25 juin 1817, il sert lors de la campagne d'Espagne de 1823. Il est nommé par le roi, Secrétaire général de la grande Chancellerie de l'ordre royal de la Légion d'honneur le 12 juillet 1817 et remplace à ce poste le maréchal de camp comte Hulot d'Osery,.

## Décorations
Selon l'Almanach de la Noblesse, Joseph César Michault de Saint-Mars est récipiendaire des décorations suivantes :
- Chevalier de Malte
- Commandeur de l'ordre royal et militaire de Saint-Louis
- Grand Officier de l'ordre royal de la Légion d'honneur
- Chevalier de première classe de l'ordre de Sainte-Anne de Russie
- Chevalier de quatrième classe de l'ordre de Saint-Ferdinand d'Espagne
- Commandeur de l'ordre de Saint-Henri de Saxe
- Commandeur de l'ordre de Léopold de Belgique